# A Hold hegyei (film)
A Hold hegyei (eredeti címe: Courage Mountain) 1990-ben bemutatott amerikai életrajzi film, amelyet Bob Rafelson rendezett. A forgatókönyvet Rafelson és William Harrison készítették Harrison Burton and Speke című regénye alapján. A főbb szerepekben Patrick Bergin és Iain Glen. 1990. február 23-án mutatták be az Egyesült Államokban. Magyarországon videokazettán jelent meg 1992. május 14-én.

## Történet
Az 1830-as években Richard Francis Burton Kelet-Afrikába utazik, és John Hanning Speke-kel együtt elindul a Nílus forrásainak felkutatására. Az utazás viszontagságai során barátság alakul ki közöttük. Több mint egy év elteltével az expedíció felfedez két nagy tavat egy arab kereskedelmi állomás közelében, amelyek valószínűleg a Nílus forrásai. Angliába visszatérve a barátság ellenségeskedésbe fordul, és a konfliktust a Királyi Földrajzi Társaságban kell rendezni. Speke, felismerve hibáit, öngyilkosságot követ el, Burton pedig további utazásokat tesz.

## Szereplők
| Szerep                 | Színész             | Magyar hang     |
| ---------------------- | ------------------- | --------------- |
| Richard Francis Burton | Patrick Bergin      | Kőszegi Ákos    |
| John Hanning Speke     | Iain Glen           | Lux Ádám        |
| Laurence Oliphant      | Richard E. Grant    | Kassai Károly   |
| Isabel Arundell        | Fiona Shaw          | Spilák Klára    |
| Lord Oliphant          | James Villiers      | Versényi László |
| Lord Houghton          | Peter Vaughan       | Gruber Hugó     |
| Dr. David Livingstone  | Bernard Hill        | Orosz István    |
| Edward                 | Adrian Rawlins      |                 |
| Mabruki                | Delroy Lindo        |                 |
| Sidi Bombay            | Paul Onsongo        |                 |
| Ngola király           | Bheki Tonto Ngema   |                 |
| Veldu                  | Martin Okello       |                 |
| William                | Matthew Marsh       |                 |
| Lord John Russell      | Richard Caldicot    |                 |
| Herne                  | Christopher Fulford |                 |
| Stroyan                | Garry Cooper        |                 |
| Ben Amir               | Roshan Seth         |                 |
| Mrs Arundell           | Anna Massey         |                 |
| Szultán                | Omar Sharif         |                 |

## Fogadtatás

### Kritikai visszhang
A Rotten Tomatoeson 67%-os minősítést ért el 18 értékelés alapján. Kurt Jacobsen a Chicago Readertől azt írta: „Rafelson középszerű szórakozást kotyvaszt magas áron.” Roger Ebert szerint: „Ez a film nem a kalandról és az akcióról szól, hanem a férfiak személyiségéről, akik kíváncsiságuk, önzésük, kapzsiságuk vagy éppen nemességük miatt hihetetlen megpróbáltatásokat vészeltek át.” Rene Jordan az El Nuevo Herarldtól azt írta: „Filmre vitt sírfelirat, szép mauzóleum, de a márvány alatt nincs sok energia.”

### Bevétel adatai
A Box Office Mojo szerint a film 4 millió dolláros bevételt ért el, a költségvetésről nincs adat.